# Alfons d'Orleans i de Borbó
Alfons d'Orleans i de Borbó (Madrid 1886 - Sanlúcar de Barrameda 1975). Príncep de sang de França de la casa dels Orleans i duc de Galliera que fou honrat amb el títol d'infant d'Espanya i el tractament d'altesa reial pel seu cosí el rei Alfons XIII d'Espanya.

## Orígens familiars
Va néixer a Madrid el 12 de novembre de 1886, fill de l'infant Antoni d'Orleans, IV duc de Galliera, i de la infanta Eulàlia de Borbó. Van ser-ne avis paterns Antoni d'Orleans, duc de Montpensier, i la infanta Lluïsa Ferranda de Borbó, i materns la reina Isabel II d'Espanya i el seu consort, Francesc d'Assís de Borbó.

## Infància i formació
Era nebot del rei Alfons XII i cosí germà del rei Alfons XIII, amb qui es va criar i jugar durant la infància al Palau Reial. El príncep desenvolupà interessos especials per l'aeronàutica.

## Matrimoni
L'any 1909 es casà al castell de Rosenau a Coburg amb la princesa Beatriu del Regne Unit filla del duc Alfred del Regne Unit i de la gran duquessa Maria de Rússia. La princesa Beatriu era neta del tsar Alexandre II de Rússia i de la reina Victòria I del Regne Unit. Beatriu havia estat enamorada i promesa amb el gran duc i tsar per un dia Miquel II de Rússia.
La parella s'instal·là al Palau Reial de Madrid i esdevingueren els amics més íntims dels reis Alfons XIII d'Espanya i Victòria Eugènia de Battenberg de la qual Beatriu era cosina en primer grau. La parella tingué tres fills:
- SAR el príncep Àlvar d'Orleans-Borbó, nat a Coburg el 1910 i mort el 1997 a Montecarlo. Es casà amb l'aristòcrata italiana Carla Parodi-Delfino el 1937 a Roma.

- SAR el príncep Alfons d'Orleans-Borbó, nat a Madrid el 1911 i mort a Madrid el 1936 en mans de milicians republicans.

- SAR el príncep Ataulf d'Orleans-Borbó, nat a Madrid el 1913 i mort a Màlaga el 1974. Romangué solter.

Malgrat que aviat s'instal·laren a Madrid, la casa reial espanyola es mostrà en contra del matrimoni a conseqüència de la religió que professava la princesa Beatriu; com a conseqüència, durant els primers mesos, el matrimoni hagué de viure a Coburg.

## Exilis i retorns
Aviat començaren a aparèixer rumors sobre possibles infidelitat de la princesa Beatriu amb el rei Alfons XIII d'Espanya i els ducs de Galliera i la seva família hagueren de partir a un exili daurat imposat pel mateix rei. Traslladats en un primer moment a Anglaterra, on els seus fills assistiren al Winchester College. Posteriorment es traslladaren a viure a Suïssa, on compartiren exili amb el rei Constantí I de Grècia.
A la dècada dels anys 1920, la família Orleans pogué tornar a Espanya i s'instal·là a Sanlúcar de Barrameda on posseïen una important finca rural i magnífic palau. L'esclat de la Guerra civil espanyola feu que la família hagués d'abandonar de nou el país i el duc de Galliera entrà a treballar a la Ford als Estats Units.

## Dictadura franquista
Amb l'acabament de la guerra, els prínceps d'Orleans i els seus dos fills pogueren retornar a Sanlúcar de Barrameda. Durant la dictadura franquista, va ser un dels defensors de la monarquia constitucional i democràtica, fet que va provocar l'ostracisme del règim envers la seva persona.
La seva defensa de la causa de Joan de Borbó, va fer que fos cessat dels seus càrrecs militars el 1945, li fou retirat el passaport i confinat a la localitat de Sanlúcar, si bé l'excusa oficial va ser la trobada de propaganda comunista en un escorcoll al seu domicili. Privat de llibertat per viatjar lliurement, l'infant va dedicar-se d'ençà aleshores a l'aviació, volant regularment a la base de Jerez de la Frontera. Amb tot, sí que va poder viatjar a Atenes per assistir a la boda del seu renebot Joan Carles, amb qui sempre va mantenir una relació d'amistat i afecte, amb Sofia de Grècia el 14 de maig de 1962.
Va morir a Sanlúcar de Barrameda el 6 d'agost de 1975.